# Боро Стјепановић
Борисав Боро Стјепановић (Вареш, 8. мај 1946) је српски и југословенски глумац.

## Биографија
Дипломирао је глуму на Академији за позориште, филм, радио и телевизију у Београду 1971. године. Играо је у Југословенском драмском позоришту, у Атељеу 212 и Театру националне драме у Београду, Народном позоришту у Сарајеву и Камерном театру у Сарајеву, Дјечјем позоришту и Црногорском народном позоришту у Подгорици. Одиграо је више од педесет позоришних улога.
Режирао је у Сарајеву (Отворена сцена „Обала”, Камерни театар) и у Мостару.
На телевизији је играо у више серија (Грађани села Луга, Филип на коњу, Осма офанзива, Волим и ја неранџе, Ориђинали).
Играо је у преко педесет филмова (Сјећаш ли се Доли Бел, Ко то тамо пева, Чудо невиђено, Мирис дуња, Кудуз, Глуви барут, Урнебесна трагедија).
Педагошким радом бави се од 1971. године. Учествовао је у оснивању Академије сценских умјетности у Сарајеву као и Факултет драмских умјетности Универзитета Црне Горе на Цетињу, гдје данас ради као редовни професор на предмету Глума.
Написао је пет књига о глуми: ГЛУМА I - Рад на себи; ГЛУМА II - Радња; ГЛУМА III - Игра; ГЛУМА IV - Читанка и АУДИЦИЈА - Све о пријемном испиту.

## Улоге
| Год.         | Назив                                       | Улога                        |
| ------------ | ------------------------------------------- | ---------------------------- |
| 1960.е       |                                             |                              |
| 1968.        | Невероватни цилиндер Њ. В. краља Кристијана |                              |
| 1970.е       |                                             |                              |
| 1971.        | Капетан из Кепеника                         |                              |
| 1971.        | Сократова одбрана и смрт                    | Федон                        |
| 1972.        | Сами без анђела                             |                              |
| 1972.        | Злочин и казна                              | Миколка                      |
| 1972.        | Смех са сцене: Атеље 212                    |                              |
| 1972.        | Буба у уху                                  | Етјен                        |
| 1972.        | Грађани села Луга                           | Богомољац                    |
| 1973.        | Филип на коњу                               | Школарац Филип Брзак         |
| 1973.        | Краљ Иби (ТВ)                               | Пил                          |
| 1973.        | Наше приредбе (ТВ серија)                   |                              |
| 1973.        | Луди речник (ТВ серија)                     |                              |
| 1973.        | Жута                                        | Дежурни милицајац            |
| 1975.        | Андра и Љубица                              |                              |
| 1975.        | Вага за тачно мерење                        | Поштар                       |
| 1975.        | Ђавоље мердевине                            |                              |
| 1976.        | Повратак отписаних                          | Славко                       |
| 1976.        | Кога чекаш куме                             |                              |
| 1976.        | Посета старе даме                           | Лоби                         |
| 1976.        | Изгубљена срећа                             | Рајко                        |
| 1976.        | Кухиња                                      |                              |
| 1977.        | Лептиров облак                              | Комшија                      |
| 1977.        | Најдража деца драгих родитеља               |                              |
| 1978.        | Господарев зет (ТВ)                         |                              |
| 1978.        | Молијер (ТВ)                                |                              |
| 1978.        | Није него                                   | Професор музичког            |
| 1978.        | Повратак отписаних (ТВ серија)              | Славко                       |
| 1979.        | Прва српска железница (ТВ)                  |                              |
| 1979.        | Сумњиво лице (ТВ)                           | Газда Спаса                  |
| 1979.        | Бифе „Титаник“                              | Менто Папо                   |
| 1979.        | Осма офанзива                               | Мима Јероглавац              |
| 1980.е       |                                             |                              |
| 1980.        | Плажа (ТВ филм)                             |                              |
| 1980.        | Петријин венац                              | Поштар Стојан                |
| 1980.        | Кројач за жене                              | Рале                         |
| 1980.        | Ко то тамо пева                             | Ћелави                       |
| 1980.        | А над Банатом страшила                      |                              |
| 1980.        | Врућ ветар                                  | Помоћни судија               |
| 1980.        | Позориште у кући                            | Момчило                      |
| 1981.        | Краљевски воз                               | Железничар са торбом         |
| 1981.        | Последњи чин                                | Алекса Нешић                 |
| 1981.        | Берлин капут                                | Пролазник                    |
| 1981.        | Случај Богољуба Савковића - Ливца           |                              |
| 1981.        | Била једном љубав једна                     |                              |
| 1981.        | Лов у мутном                                | Председник кућног савета     |
| 1981.        | Сјећаш ли се Доли Бел                       | Цвикераш                     |
| 1982.        | 13. јул                                     | Сељак                        |
| 1982.        | Залазак сунца                               | Бур                          |
| 1982.        | Шпанац                                      | Сељак                        |
| 1982.        | Настојање                                   | Професор Буцало              |
| 1982.        | Пикник (кратки филм)                        |                              |
| 1982.        | Жива земља                                  |                              |
| 1982.        | Мирис дуња                                  | Алкалај                      |
| 1982.        | Шпанац                                      |                              |
| 1982.        | Докторка на селу                            | Фудбалски судија             |
| 1981-1982.   | Приче преко пуне линије                     | Берберин                     |
| 1982.        | Двије половине срца                         | Миљенко, цвикерас из општине |
| 1983.        | Самек                                       | Матија Самек                 |
| 1983.        | Одумирање међеда                            | Миле                         |
| 1983.        | Дани Авној—а                                |                              |
| 1983.        | Како сам систематски уништен од идиота      | Власник камп кућице          |
| 1983.        | Писмо - Глава                               |                              |
| 1984.        | Како се калио народ Горњег Јауковца         | Илија Голић                  |
| 1984.        | О покојнику све најлепше                    | Илија                        |
| 1984.        | Чудо невиђено                               | Соро                         |
| 1984.        | Формула 1 (серија)                          |                              |
| 1985.        | Ребус                                       |                              |
| 1985.        | Аудиција                                    | Професор                     |
| 1985.        | Ћао инспекторе                              | Пајко                        |
| 1985.        | Није лако са мушкарцима                     | Службеник хотела             |
| 1985.        | Ада                                         |                              |
| 1986.        | Лепота порока                               | Звонце                       |
| 1986.        | Ово мало душе                               | Поштар                       |
| 1986.        | Мисија мајора Атертона                      |                              |
| 1986.        | Одлазак ратника, повратак маршала           | СељакВелизар                 |
| 1986.        | Посљедњи скретничар узаног колосијека       | Мартин Судар                 |
| 1987.        | Стратегија швраке                           |                              |
| 1987.        | Живот радника                               |                              |
| 1987.        | У име народа                                | Гаврило                      |
| 1987.        | Хајде да се волимо                          | Командиров помоћник          |
| 1988.        | Хаусторче                                   |                              |
| 1988.        | Азра                                        | Митар                        |
| 1988.        | Сулуде године                               | Илија Несторовић/Елиот Нес   |
| 1988.        | Ђекна још није умрла, а ка' ће не знамо     | Берберин                     |
| 1988.        | Тајна манастирске ракије                    | Ћелави                       |
| 1988.        | Балкан експрес 2                            | Пољски цариник               |
| 1989.        | Човјек који је знао гђе је сјевер а гђе југ | Бишћевић                     |
| 1989.        | Кудуз                                       | Рудо                         |
| 1989.        | Вампири су међу нама                        | Пајко                        |
| 1989.        | Чудо у Шаргану                              | Вилотијевић                  |
| 1989.        | Балкан експрес 2                            | Пољски цариник               |
| 1990.е       |                                             |                              |
| 1990.        | Гала корисница: Атеље 212 кроз векове       |                              |
| 1990.        | Последњи валцер у Сарајеву                  | Фабрицио Маринети            |
| 1990.        | Стратегија швраке (мини-серија)             |                              |
| 1990.        | Глуви барут                                 | Лука Каљак                   |
| 1991         | Дјелидба                                    | Помоћна Сила                 |
| 1991.        | Са 204-272                                  | Учитељ                       |
| 1991.        | Брачна путовања                             | Управник хотела              |
| 1990-1991.   | Бољи живот 2                                | Богдан Бекчић                |
| 1991.        | Дама која убија                             | Пајко                        |
| 1992-1993.   | Волим и ја неранџе... но трпим (серија)     | Тодор                        |
| 1992.        | Играч на жици — Радомир Стевић Рас          | Лично                        |
| 1992.        | Свемирци су криви за све                    | Пајко                        |
| 1992.        | Алекса Шантић                               | Лазаро Аничић                |
| 1994.        | Биће боље                                   | Џиле                         |
| 1995.        | Ориђинали                                   | Милета                       |
| 1995.        | Урнебесна трагедија                         | Пацијент                     |
| 1996-1997.   | Горе доле                                   | Ратни профитер               |
| 1997.        | Müde Weggefährten                           | III. Мухамед                 |
| 1999.        | У име оца и сина                            | Брица                        |
| 2000.е       |                                             |                              |
| 2001.        | Ничија земља (филм)                         | Бошњачки војник              |
| 2001.        | Лист                                        | Махо                         |
| 2003.        | Сироти мали хрчки 2010                      | Први службеник               |
| 2003.        | М(ј)ешовити брак                            | Председник кућног савета     |
| 2004.        | Опет пакујемо мајмуне                       | Газда                        |
| 2005.        | Лопови прве класе                           | Управник затвора             |
| 2005.        | Добро уштимани мртваци                      | Сафет                        |
| 2005-2008.   | Виза за будућност                           | Александар Јовић             |
| 2006.        | Све џаба                                    | Економиста                   |
| 2006.        | Оптимисти                                   | Нервозни човек               |
| 2006.        | Тата и зетови                               | Жарко Бошњак                 |
| 2007.        | С. О. С. - Спасите наше душе                | Алекса                       |
| 2008.        | Ближњи                                      | Андрија Гавровић             |
| 2007-2008.   | Наша мала клиника                           | Професор Др Гузина           |
| 2008.        | То топло љето                               | Јасминко Берић               |
| 2010.е       |                                             |                              |
| 2010 - 2015. | Луд, збуњен, нормалан                       | др Ђуро Убипарип             |
| 2015.        | Горчило - Јеси ли то дошао да ме видиш      | Максим Обад                  |
| 2016.        | Немој да звоцаш                             | Бата                         |
| 2017.        | Пси лају, ветар носи                        | генерал Лончар               |
| 2021.        | Клан (ТВ серија)                            | Веселин                      |